# François Certain de Canrobert
François Certain de Canrobert (ur. 27 czerwca 1809 w Saint-Céré, zm. 28 stycznia 1895 w Paryżu) – francuski wojskowy i polityk, marszałek Francji.

## Życiorys

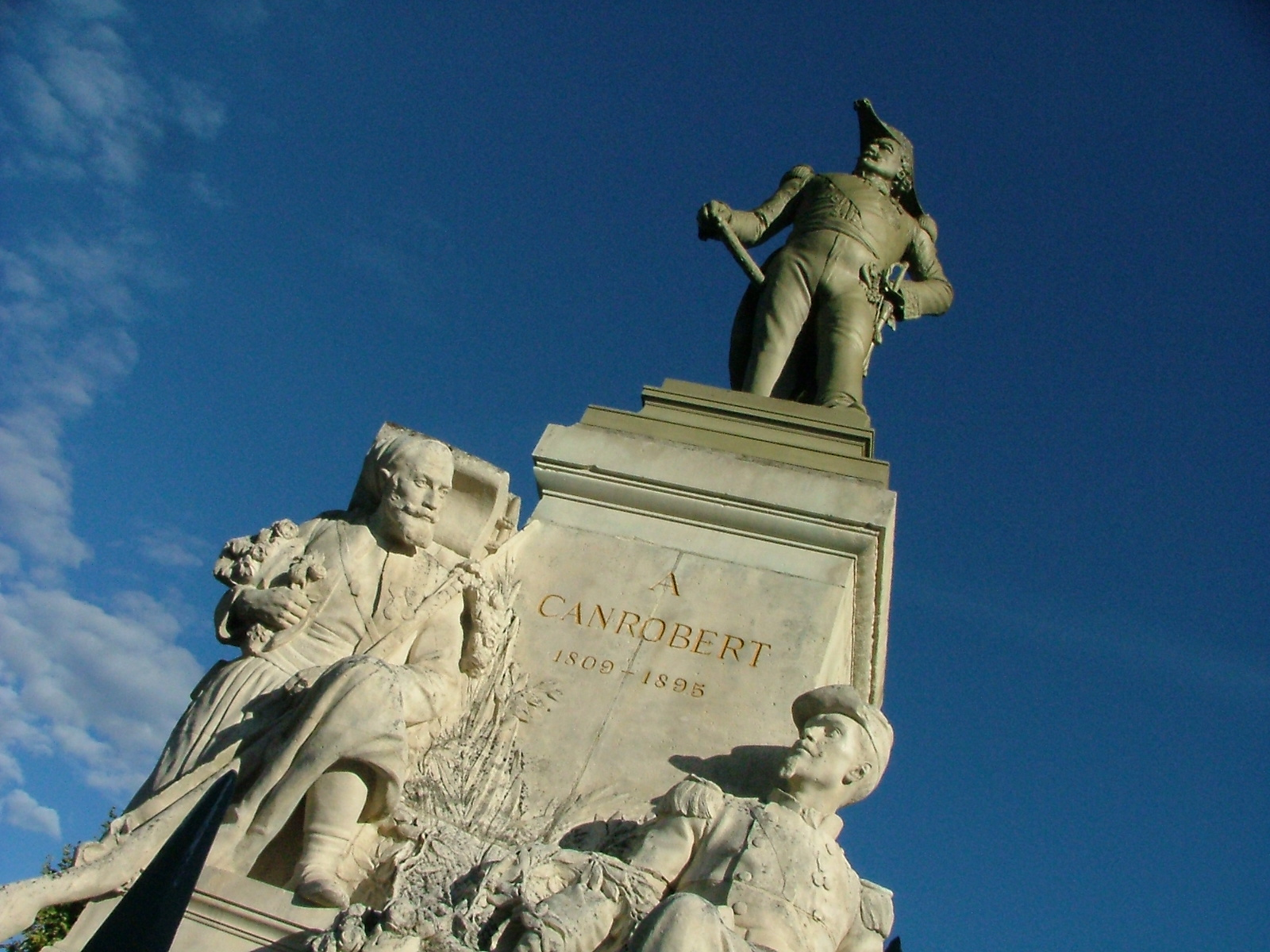
Pomnik marszałka Certaina de Canroberta w Saint-Céré.

### Kariera wojskowa
W 1828 roku ukończył akademię wojskową Saint-Cyr i wstąpił do armii Francuskiej. W 1833 r. otrzymał stopień porucznika. Od 1835 r. walczył w Algierii i uczestniczył w ekspedycji do Muaskary oraz w zdobyciu Tilimsan. W 1837 r. otrzymał awans do stopnia kapitana. W tym samym roku został uhonorowany Legią Honorową. W 1839 r. uczestniczył w formowaniu oddziałów Legii Cudzoziemskiej mających wziąć udział w wojnach karlistowskich w Hiszpanii.
Od 1841 roku ponownie służył w koloniach w Afryce. W 1846 r. otrzymał stopień pułkownika. Dowodził ekspedycją przeciwko Ahmedowi Sghir, pokonując wroga pod Dermą. Następnie został przeniesiony do jednostek żuawów. Odniósł zwycięstwo nad Kabylami i odznaczył się przy wspieraniu oblężonego garnizonu w Bu Sa’ada. W grudniu 1849 r. dowodził atakiem pod Zaatachą, uznawanym za jednego z ważniejszych w historii Legii. Za swoje zasługi został mianowany generałem. Dowodził wyprawie na Narah, zdobywając i niszcząc arabską twierdzę.
Udzielił poparcia Napoleonowi III podczas zamachu stanu 2 grudnia 1851 roku.
W czasie wojny krymskiej początkowo dowodził jedną dywizją. W bitwie nad Almą został dwukrotnie ranny. Ponownie został ranny w bitwie pod Inkerman i stracił swojego konia podczas dowodzonej przez niego szarży żuawów. W 1854 roku mianowany został wodzem naczelnym i kierował do maja 1855 r. oblężeniem Sewastopola.
W 1856 roku został mianowany marszałkiem Francji. Od 1859 r. dowodził III Korpusem Armii w Lombardii podczas wojny francusko-austriackiej. Odznaczył się pod Magentą i Solferino. Dowodził garnizonami Chalons, Lyonu i Paryża.
W trakcie wojny francusko-pruskiej w 1870 roku dowodził VI Korpusem. Uczestniczył w przegranej przez Francuzów bitwie pod Gravelotte. Oblężony w twierdzy Metz dostał się do niewoli wraz ze swoim oddziałem. Po zakończeniu walk udał się do Napoleona III przebywającego na wygnaniu w Kassel.

### Kariera polityczna
W latach 1871–1876 był przywódcą bonapartystów w Zgromadzeniu Narodowym. Od 1879 r. dwukrotnie pełnił urząd senatora, w latach 1876–1879 reprezentując departament Lot i w latach 1879–1894 reprezentując departament Charente. Zmarł w Paryżu w 1895 r. Po śmierci otrzymał pogrzeb państwowy w katedrze Saint Louis des Invalides, gdzie został pochowany. Jego wspomnienia pt. Souvenirs ukazały się w Paryżu w 1898 roku.

## Odznaczenia
Cesarstwo Francuskie
- Legia Honorowa (Krzyż Wielki, 1855)
- Medal Wojskowy (1855)

 Zjednoczone Królestwo
- Order Łaźni (Kawaler, 1854)
- Medal Krymski

 Królestwo Danii
- Order Słonia (Krzyż Wielki)

 Królestwo Sardynii
- Order Annuncjaty (Kawaler)
- Order Sabaudzki Wojskowy (Krzyż Wielki, 1857)

 Imperium Osmańskie
- Order Medżydów (Kawaler)

 Imperium Rosyjskie
- Order Świętego Andrzeja (Kawaler)